# Amerikanische Bohrmuschel

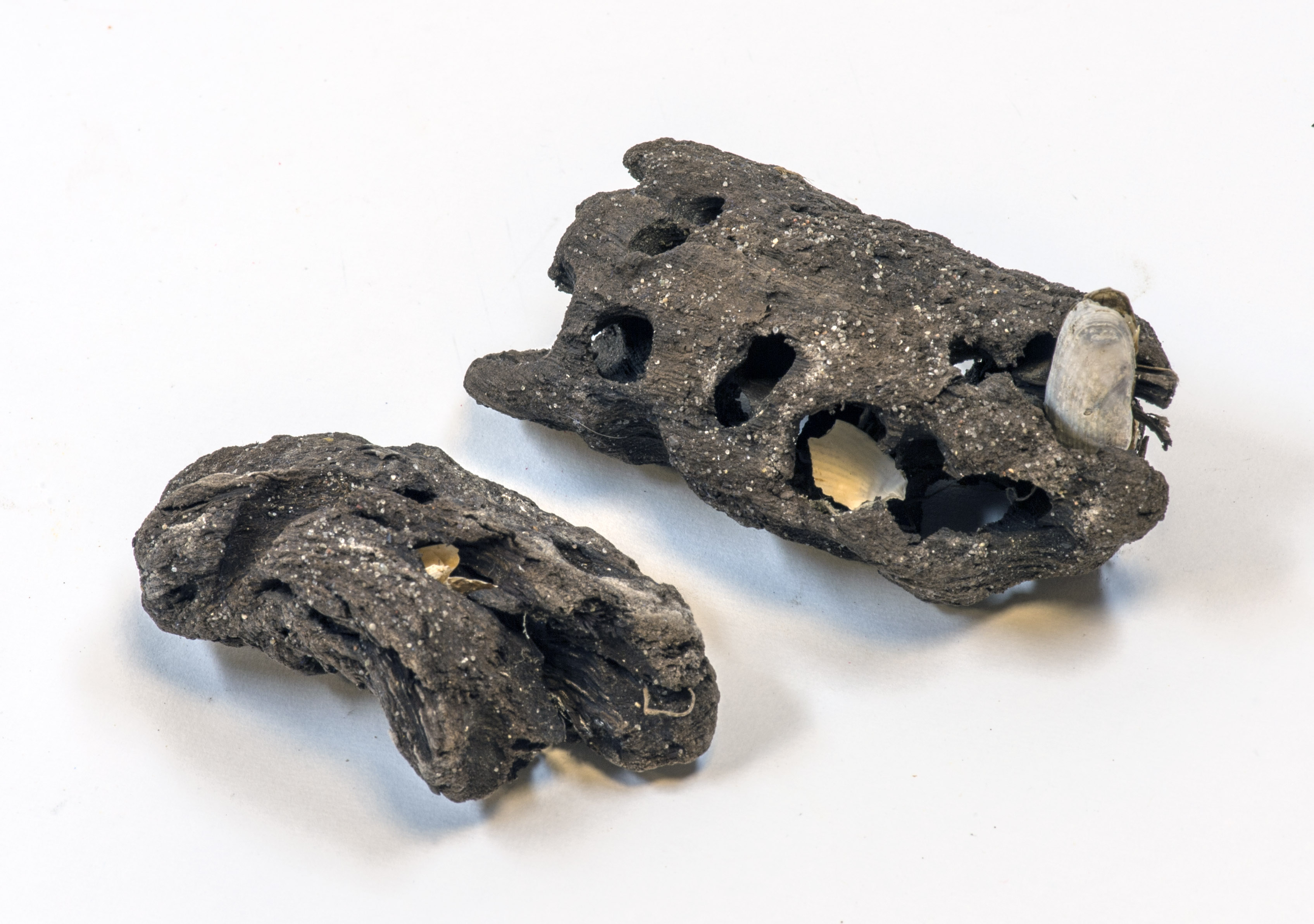
Bohrlöcher, z. T. noch mit den Gehäusen der Amerikanischen Bohrmuschel

Die Amerikanische Bohrmuschel (Petricolaria pholadiformis), auch Engelsflügel genannt, ist eine Muschelart aus der Familie der Venusmuscheln (Veneridae) in der Ordnung der Venerida.

## Merkmale
Das gleichklappige, nicht aufgeblähte Gehäuse der Amerikanischen Bohrmuschel ist bis etwa 6,5 Zentimeter lang und länglich-elliptisch. Es ist stark ungleichseitig, die Wirbel sitzen in der vorderen Hälfte des Gehäuses. Die Lunula ist nicht deutlich ausgeprägt. Es ist nur durch die radialen Rippen von der Oberfläche des Gehäuses unterschieden. Eine Area ist nicht vorhanden. Das Ligament liegt intern, ist aber auch von außen sichtbar. Es ist kastanienbraun und verläuft fast über den gesamten hinteren Dorsalrand.
Das Schloss weist in der rechten Klappe zwei kräftige Zähne auf, von denen der hintere zweigeteilt ist. Der vordere Kardinalzahn ist hakenförmig und sitzt unter dem Wirbel. In der linken Klappe sitzen drei Zähne, von denen der mittlere Zahn zweigeteilt ist. Es sind aber keine Seitenzähne vorhanden. Die Siphonen können etwa auf die doppelte Gehäuselänge ausgestreckt werden und sind an der Basis verwachsen. Die Mantellinie ist daher tief eingebuchtet.
Die weißliche bis cremefarbene Schale ist dünn und zerbrechlich. Die Oberfläche ist mit konzentrischen Anwachsstreifen und -rippen sowie radialen Rippen bedeckt. Vor allem im vorderen Gehäuseteil ist diese Ornamentierung besonders kräftig ausgebildet; dieser Teil dient zum Bohren im Substrat. Der innere Gehäuserand ist glatt. Das Periostracum ist ein dünner, hellbrauner Überzug, der matt glänzt.
Rechte und linke Klappe des gleichen Exemplars:

Rechte Klappe
Linke Klappe

## Geographische Verbreitung und Lebensraum
Die Art kommt ursprünglich an der Ostküste Nordamerikas von der Prince Edward Island (Kanada) über die Ostküste der USA bis in den Golf von Mexiko vor. 1890 wurde sie vermutlich bei der Ansiedlung der Amerikanischen Auster (Crassostrea virginica) nach Europa an die englische Ostküste verschleppt. 1899 wurde sie schon an der belgisch-niederländischen Nordseeküste gefunden. 1904 hatte sie die deutsche Nordseeküste erreicht. 1930 war sie dann auch in die westliche Ostsee vorgedrungen. Heute kommt sie an der gesamten Ostküste des Atlantiks von Norwegen bis nach Westafrika, einschließlich des Mittelmeers und des Schwarzen Meers vor. Dieses neue Verbreitungsgebiet deckt sich mit dem der Weißen Bohrmuschel (Barnea candida), die aber einer anderen Muschelfamilie angehört.

## Taxonomie
Das Taxon wurde 1818 von Jean-Baptiste de Lamarck als Petricola pholadiformis erstmals beschrieben. Die Art wird heute in die Gattung Petricolaria Stolicza, 1870 gestellt.

## Belege

### Online
- Marine Bivalve Shells of the British Isles: Petricolaria pholadiformis (Lamarck, 1818) (Website des National Museum Wales, Department of Natural Sciences, Cardiff)